# Xã Garner, Quận Golden Valley, Bắc Dakota
Xã Garner (tiếng Anh: Garner Township) là một xã thuộc quận Golden Valley, tiểu bang Bắc Dakota, Hoa Kỳ. Năm 2010, dân số của xã này là 14 người.